# Альтер, Виктор
Ви́ктор А́льтер (пол. Wiktor Alter; 7 февраля 1890, Млава (Плоцкая губерния, Российская империя) — 17 февраля 1943) — деятель Бунда, один из организаторов Международного еврейского антигитлеровского комитета.

## Биография
Родился в Млаве (Польша). Окончил Гентский университет. C 1912 года был активным участником Бунда в Варшаве. За участие в работе Бунда был арестован и сослан в Сибирь. Во время Первой мировой войны жил в Англии, где вступил в Лейбористскую партию. Принимал участие в февральской революции в России, после которой вернулся в Польшу и руководил Бундом с 1919 по 1939 год. Был противником политики Коминтерна и сторонником сотрудничества с Польской социалистической партией. Занимался журналистикой и профсоюзной деятельностью, принимал активное участие в жизни еврейской общины.

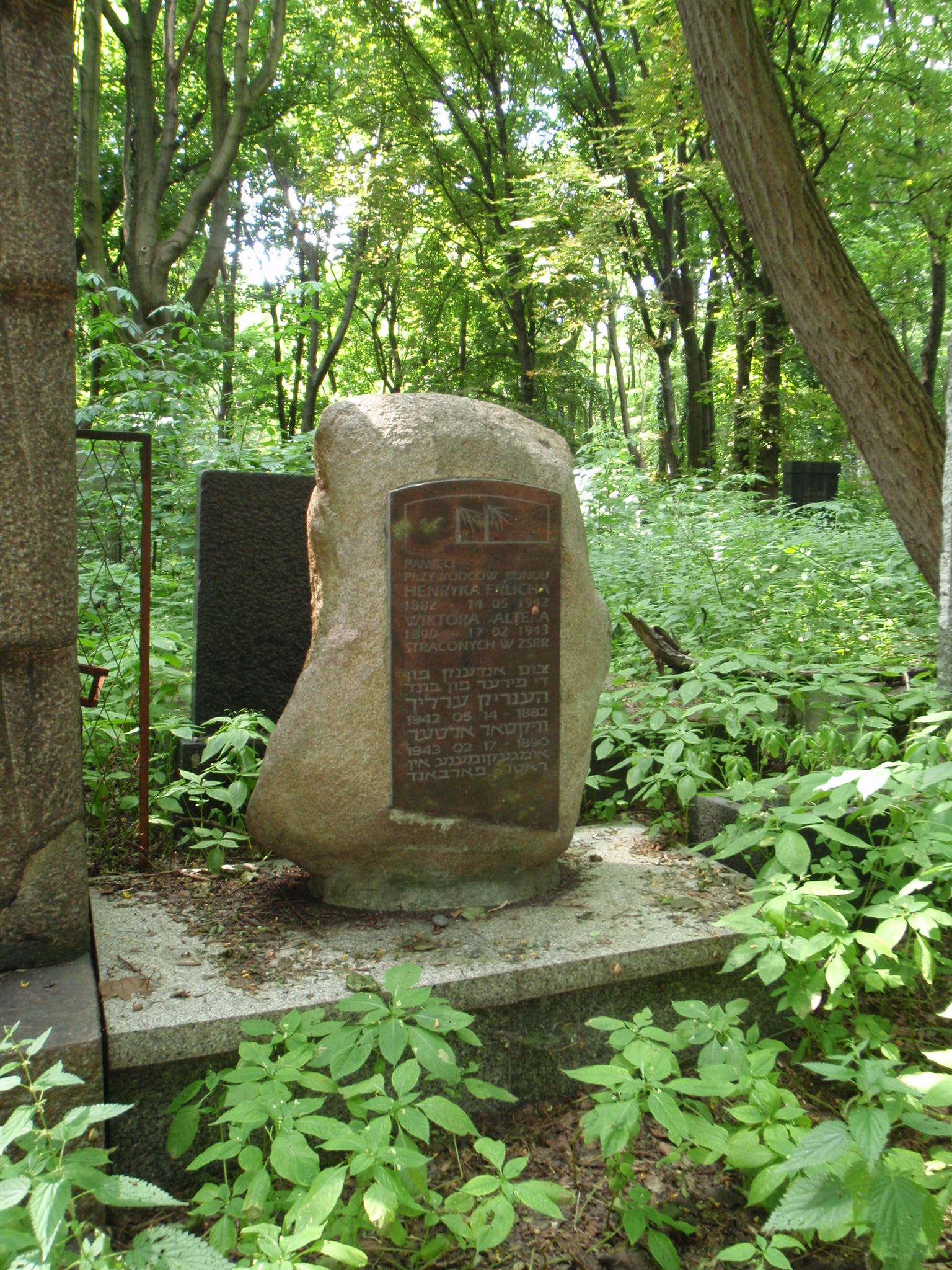
Символическая могила Хенриха Эрлиха и Виктора Альтера в Варшаве

После захвата Польши Германией в сентябре 1939 года бежал на территорию, занятую советскими войсками. В конце сентября 1939 года в Ковеле был арестован органами НКВД и в июле 1941 года приговорён к смертной казни, которую заменили на десять лет лагерей. В сентябре 1941 года был освобождён одновременно с Хенрихом Эрлихом в связи с планами советского руководства по созданию ЕАК. Сразу после освобождения совместно с Хенрихом Эрлихом приступил к созданию ЕАК. В октябре 1941 года эвакуировался в Куйбышев, где 4 декабря 1941 года вместе с Эрлихом был снова арестован по обвинению в связях с германской разведкой. 17 февраля 1943 года был расстрелян. В США этот расстрел сравнивали с казнью Сакко и Ванцетти.
После смены режима польское антикоммунистическое правительство возражало против сооружения памятника Альтеру и Эрлиху, которое стало возможно только благодаря усилиям последнего выжившего участника восстания в Варшавском гетто бундиста Марека Эдельмана и членов профсоюза «Солидарность».